# New Zealand Football Championship

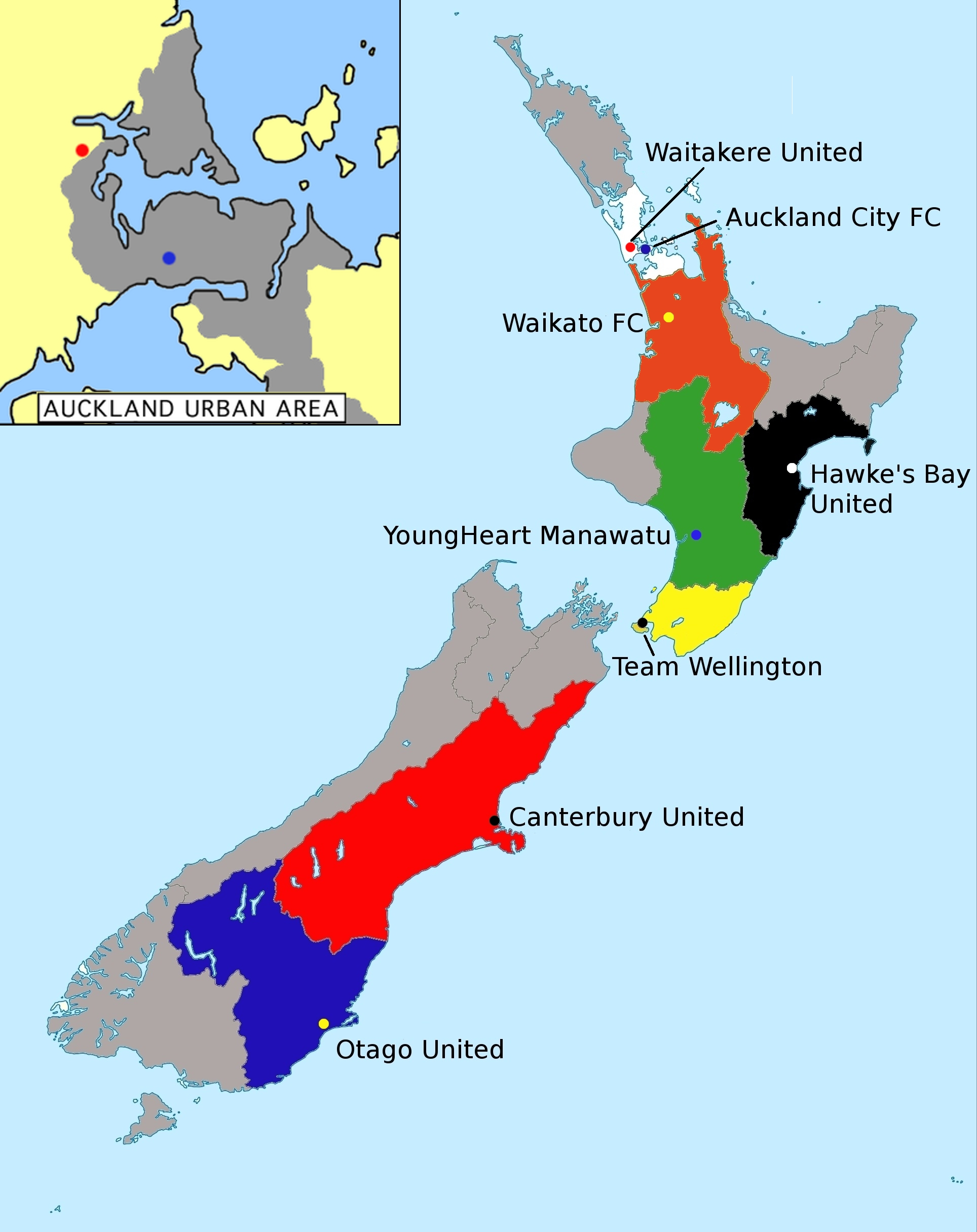
Clublocaties en de regio‘s die zij vertegenwoordigen (periode 2004-2013)

De New Zealand Football Championship is de nationale voetbalcompetitie van Nieuw-Zeeland en de opvolger van de New Zealand National Soccer League die van 1970 tot 2004 werd georganiseerd.
De competitie werd op 15 oktober 2004 opgericht en ging in het najaar van 2004 van start en is semi-professioneel. De organisatie is in handen van de NZF (Voetbalbond van Nieuw-Zeeland). Vanwege sponsor redenen werd het kampioenschap in de seizoenen 2010/11-2015/16 onder de naam ASB Premiership gespeeld, in 2016/17 onder de noemer Stirling Sports Premiership en vanaf 2017/18 als ISPS Handa Premiership.
De enige profclubs in de geschiedenis van het land zijn New Zealand Knights FC, dat tot het faillissement van de club in 2007 uitkwam in de Australische profcompetitie, en Wellington Phoenix FC, dat in 2007 de vrijgekomen plaats in deze A-League overnam.

## Opzet
De New Zealand Football Championship bestond bij aanvang uit acht teams die speciaal voor deelname aan deze gesloten competitie waren opgericht. De eerste negen seizoenen (2004/05-2012/13) speelden dezelfde acht teams in dit kampioenschap waarbij een keer een naamwijziging plaatsvond (Napier City Rovers veranderde voor de start van het tweede seizoen -2005/06- in Hawke's Bay United). Voor aanvang van het tiende seizoen (2013/14) vonden er drie wijzigingen plaats. Otago United veranderde van naam naar Southern United en Waikato FC ging verder onder de naam WaiBop United. De derde wijziging betrof de deelname van het Nieuw-Zeelands U20-voetbalelftal dat onder de naam Wanderers SC aan de competitie deelnam en in de plaats kwam van YoungHeart Manawatu dat in de ASB Youth League werd ingedeeld. Het elfde seizoen (2014/15) ging met negen teams van start. Het negende team was het reserveteam van de profclub Wellington Phoenix FC. Namens Wanderers SC nam het Nieuw-Zeelands U17-voetbalelftal deel aan de competitie. Het twaalfde seizoen werd weer met acht teams gespeeld. Na twee seizoenen nam Wanderers SC in 2015/16 niet meer deel.
Voor het seizoen 2016/17 werd de competitie uitgebreid naar tien clubs. Nieuwe teams waren Eastern Suburbs AFC, Hamilton Wanderers AFC en Tasman United. WaiBop United keerde niet meer terug. In de seizoenen 2017/18, 2018/19 en 2019/20 namen dezelfde tien teams aan de competitie deel. Het seizoen 2020/21 ging weer met acht teams van start. De drie clubs Southern United, Tasman United en Canterbury United van het Zuidereiland gingen samen verder onder de naam van Canterbury United.
Tot en met het seizoen 2007/08 kwamen de clubs drie keer tegen elkaar uit, waarna de drie hoogst geklasseerde clubs zich aan het eind van de competitie plaatsten voor de play-offs (in het seizoen 2005/06 waren dit de top-5). De nummer-1 van de reguliere competitie plaatste zich direct voor de finale, de nummers twee en drie speelden eerst een play-offwedstrijd. Het seizoen werd afgesloten met de Grand Final, waarin de winnaar van de play-off en de nummer-1 van de reguliere competitie streden om de landstitel.
Vanaf het seizoen 2008/09 wordt een enkele competitie gespeeld (met thuis- en uitwedstrijden tegen elke andere deelnemende club). Na deze competitie vindt er een play-off plaats tussen de top vier middels een knock-outfase (halve finale en finale). In de halve finale spelen de nummers 1 en 4 tegen elkaar en de nummers 2 en 3 spelen het andere duel.
De landskampioen en sinds 2012/13 ook de competitiewinnaar (of diens plaatsvervanger indien dit ook de landskampioen is) plaatsen zich voor de OFC Champions League.

## Deelnemende clubs
In de tabel de eindklasseringen in de reguliere competitie.
N.B. seizoen 2019/20 betreft de stand van de competitie die twee wedstrijden voor het einde werd afgebroken in verband met de coronapandemie.
| Club                     | Stad                | Seizoen | Seizoen | Seizoen | Seizoen | Seizoen | Seizoen | Seizoen | Seizoen | Seizoen | Seizoen | Seizoen | Seizoen | Seizoen | Seizoen | Seizoen | Seizoen | Seizoen |
| Club                     | Stad                | 0405    | 0506    | 0607    | 0708    | 0809    | 0910    | 1011    | 1112    | 1213    | 1314    | 1415    | 1516    | 1617    | 1718    | 1819    | 1920    | 2021    |
| ------------------------ | ------------------- | ------- | ------- | ------- | ------- | ------- | ------- | ------- | ------- | ------- | ------- | ------- | ------- | ------- | ------- | ------- | ------- | ------- |
| Auckland City FC         | Auckland            | 1       | 1       | 3       | 2       | 2       | 1       | 2       | 1       | 2       | 1       | 1       | 1       | 1       | 1       | 1       | 1       | 1       |
| Canterbury United        | Christchurch        | 4       | 3       | 4       | 8       | 8       | 4       | 4       | 2       | 3       | 5       | 8       | 4       | 6       | 3       | 3       | 10      | 6       |
| Hawke's Bay United *     | Napier              | 5       | 8       | 6       | 4       | 5       | 7       | 5       | 5       | 4       | 3       | 3       | 2       | 4       | 7       | 7       | 9       | 7       |
| Team Wellington          | Wellington          | 6       | 4       | 5       | 3       | 4       | 3       | 3       | 4       | 5       | 2       | 2       | 3       | 2       | 2       | 4       | 2       | 2       |
| Waitakere United         | Waitakere           | 2       | 6       | 1       | 1       | 1       | 2       | 1       | 3       | 1       | 4       | 4       | 6       | 3       | 8       | 9       | 3       | 5       |
| Wellington Phoenix FC-II | Wellington          |         |         |         |         |         |         |         |         |         |         | 6       | 7       | 7       | 9       | 10      | 8       | 8       |
| Eastern Suburbs AFC      | Auckland            |         |         |         |         |         |         |         |         |         |         |         |         | 5       | 4       | 2       | 4       | 4       |
| Hamilton Wanderers AFC   | Hamilton            |         |         |         |         |         |         |         |         |         |         |         |         | 9       | 10      | 6       | 6       | 3       |
| Voormalige deelnemers    |                     |         |         |         |         |         |         |         |         |         |         |         |         |         |         |         |         |         |
| YoungHeart Manawatu      | Palmerston North    | 8       | 2       | 2       | 6       | 3       | 6       | 8       | 8       | 8       |         |         |         |         |         |         |         |         |
| Wanderers SC *           | Albany, North Shore |         |         |         |         |         |         |         |         |         | 8       | 7       |         |         |         |         |         |         |
| WaiBop United *          | Hamilton            | 3       | 7       | 8       | 5       | 6       | 8       | 6       | 7       | 6       | 6       | 5       | 5       |         |         |         |         |         |
| Southern United *        | Dunedin             | 7       | 5       | 7       | 7       | 7       | 5       | 7       | 6       | 7       | 7       | 9       | 8       | 10      | 5       | 5       | 7       |         |
| Tasman United            | Nelson              |         |         |         |         |         |         |         |         |         |         |         |         | 8       | 6       | 8       | 5       |         |

* Hawke's Bay United in het seizoen 2004/05 als Napier City Rovers
* Southern United van 2004/05-2012/13 als Otago United
* WaiBop United van 2004/05-2012/13 als Waikato FC
* Wanderers SC in 2013/14 NZL-U20, in 2014/15 NZL-U17

## Eindronde
| Jaar | #1 competitie    | Finale              | Finale                                       | Finale                                       | Play-off (#2,3)                              | Play-off (#2,3)                              | Play-off (#2,3)                              |
| Jaar | #1 competitie    | Winnaar             | Uitslag                                      | Finalist                                     | Winnaar                                      | Uitslag                                      | Verliezer                                    |
| ---- | ---------------- | ------------------- | -------------------------------------------- | -------------------------------------------- | -------------------------------------------- | -------------------------------------------- | -------------------------------------------- |
| 2005 | Auckland City FC | Auckland City FC    | 3-2                                          | Waitakere United                             | Waitakere United                             | 4-1                                          | Waikato FC                                   |
| 2006 | Auckland City FC | Auckland City FC    | 3-3 ns (4-3)                                 | Canterbury United                            | Canterbury United (#3)                       | 2-1                                          | Team Wellington (#4)                         |
| 2007 | Waitakere United | Auckland City FC    | 3-2                                          | Waitakere United                             | Auckland City FC                             | 3-1                                          | YoungHeart Manawatu                          |
| 2008 | Waitakere United | Waitakere United    | 2-0                                          | Team Wellington                              | Team Wellington                              | 4-3                                          | Auckland City FC                             |
| Jaar | #1 competitie    | Finale              | Finale                                       | Finale                                       | Halve finale (#1-4)                          | Halve finale (#1-4)                          | Halve finale (#1-4)                          |
| Jaar | #1 competitie    | Winnaar             | Uitslag                                      | Finalist                                     | Winnaar                                      | Uitslagen                                    | Verliezer                                    |
| 2009 | Waitakere United | Auckland City FC    | 2-1                                          | Waitakere United                             | Auckland City FC Waitakere United            | 1-3, 3-0 1-0, 5-0                            | YoungHeart Manawatu * Team Wellington *      |
| 2010 | Auckland City FC | Waitakere United    | 3-1                                          | Canterbury United                            | Waitakere United Canterbury United *         | 2-3, 2-1 1-2, 3-0                            | Team Wellington * Auckland City FC           |
| 2011 | Waitakere United | Waitakere United    | 3-2                                          | Auckland City FC                             | Waitakere United * Auckland City FC          | 6-2, 0-1 2-0, 5-1                            | Canterbury United Team Wellington *          |
| 2012 | Auckland City FC | Waitakere United    | 4-1                                          | Team Wellington                              | Waitakere United * Team Wellington *         | 0-1, 5-2 1-0, 3-1                            | Canterbury United Auckland City FC           |
| 2013 | Waitakere United | Waitakere United    | 4-3 nv                                       | Auckland City FC                             | Waitakere United Auckland City FC            | 4-1, 6-4 2-1, 3-1                            | Hawke's Bay United * Canterbury United *     |
| 2014 | Auckland City FC | Auckland City FC    | 1-0                                          | Team Wellington                              | Auckland City FC Team Wellington             | 0-4, 4-1 1-2, 1-0                            | Waitakere United * Hawke's Bay United *      |
| 2015 | Auckland City FC | Auckland City FC    | 2-1                                          | Hawke's Bay United                           | Auckland City FC Hawke's Bay United *        | 2-0, 5-1 1-2, 4-3                            | Waitakere United * Team Wellington           |
| 2016 | Auckland City FC | Team Wellington     | 4-3 nv                                       | Auckland City FC                             | Team Wellington Auckland City FC *           | 3-1 2-1                                      | Hawke's Bay United * Canterbury United       |
| 2017 | Auckland City FC | Team Wellington     | 2-1                                          | Auckland City FC                             | Team Wellington * Auckland City FC *         | 6-6 ns (3-2) 1-0                             | Waitakere United Hawke's Bay United          |
| 2018 | Auckland City FC | Auckland City FC    | 1-0                                          | Team Wellington                              | Auckland City FC * Team Wellington *         | 4-0 1-0                                      | Eastern Suburbs AFC Canterbury United        |
| 2019 | Auckland City FC | Eastern Suburbs AFC | 3-0                                          | Team Wellington                              | Eastern Suburbs AFC * Team Wellington        | 1-0 3-1                                      | Canterbury United Auckland City FC *         |
| 2020 | Auckland City FC | Auckland City FC    | niet gespeeld i.v.m. uitbraak coronapandemie | niet gespeeld i.v.m. uitbraak coronapandemie | niet gespeeld i.v.m. uitbraak coronapandemie | niet gespeeld i.v.m. uitbraak coronapandemie | niet gespeeld i.v.m. uitbraak coronapandemie |
| 2021 | Auckland City FC | Team Wellington     | 4-2                                          | Auckland City FC                             | Team Wellington * Auckland City FC *         | 4-1 2-1                                      | Hamilton Wanderers AFC Eastern Suburbs AFC   |

 * eerst thuis/thuiswedstrijd 